# Gethyllis verticillata
Gethyllis verticillata là một loài thực vật có hoa trong họ Amaryllidaceae. Loài này được R.Br. mô tả khoa học đầu tiên năm 1810.